# توكارت نوزوكو (آيت أوزغار)
توكارت نوزوكو هو دُوَّار يقع بجماعة تزارت، إقليم الحوز، جهة مراكش آسفي في المملكة المغربية. ينتمي الدوّار لمشيخة آيت أوزغار التي تضم 35 دوار. يقدر عدد سكانه بـ 257 نسمة حسب الإحصاء الرسمي للسكان والسكنى لسنة 2004.

## روابط خارجية
- البوابة الوطنية للجماعات الترابية نسخة محفوظة 12 مارس 2018 على موقع واي باك مشين.
- المندوبية السامية للتخطيط